# Gaststätte Inselparadies

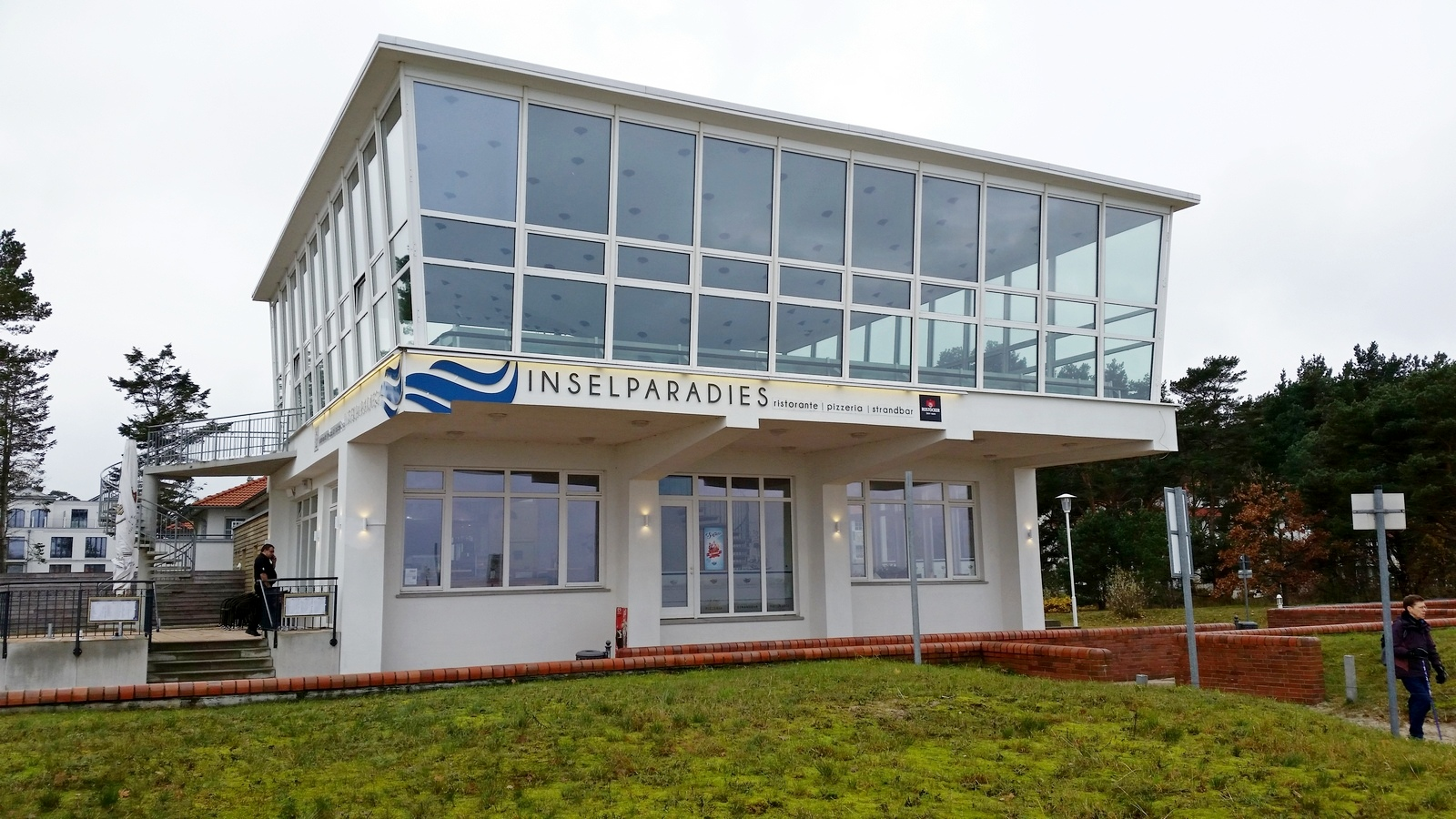
Restaurant Inselparadies, 2017

Die Gaststätte Inselparadies ist ein Restaurant im Ostseebad Baabe auf Rügen in Mecklenburg-Vorpommern. Sie befindet sich unmittelbar am Ostseestrand an der Strandpromenade und dem neuen Radweg Baabes in Richtung Sellin, Am Inselparadies 1. Seit 1997 steht das Bauwerk unter Denkmalschutz.

## Architektur und Geschichte

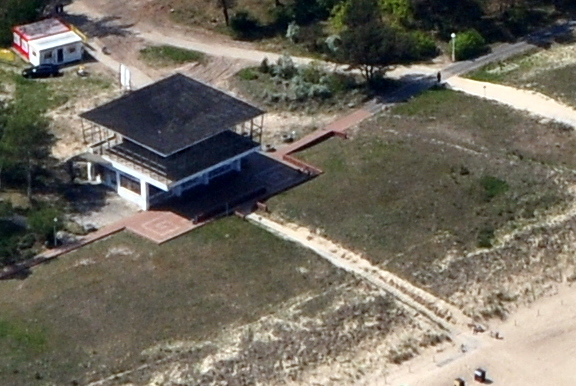
Luftaufnahme, 2011

Um etwa 1913 wurde auf dem Grundstück eine Badeanstalt erbaut. In den 1930er Jahren erfolgte eine Erneuerung und nach dem Zweiten Weltkrieg ein Umbau zu einem Hotel mit Gaststätte. Nachdem die Gaststätte baufällig geworden war, wurde ein Neubau beschlossen.
Das heutige Gebäude entstand 1966 nach dem Entwurf des Bauingenieurs und -unternehmers Ulrich Müther als Café, Bar und Kiosk. Das Dach ist als Pilzschale gestaltet worden, deren Fuß im Erdgeschoss gründet. Die Dachschale weist eine Dicke von lediglich sechs Zentimetern auf. Der Grundriss ist quadratisch mit einer Seitenlänge von jeweils 17,6 Metern. Für das Erscheinungsbild prägend ist eine großflächige Fensterfront und eine symmetrisch herabgekrümmte Raumdecke im Obergeschoss, das als trapezoider Vierkant über das Erdgeschoss kragt.

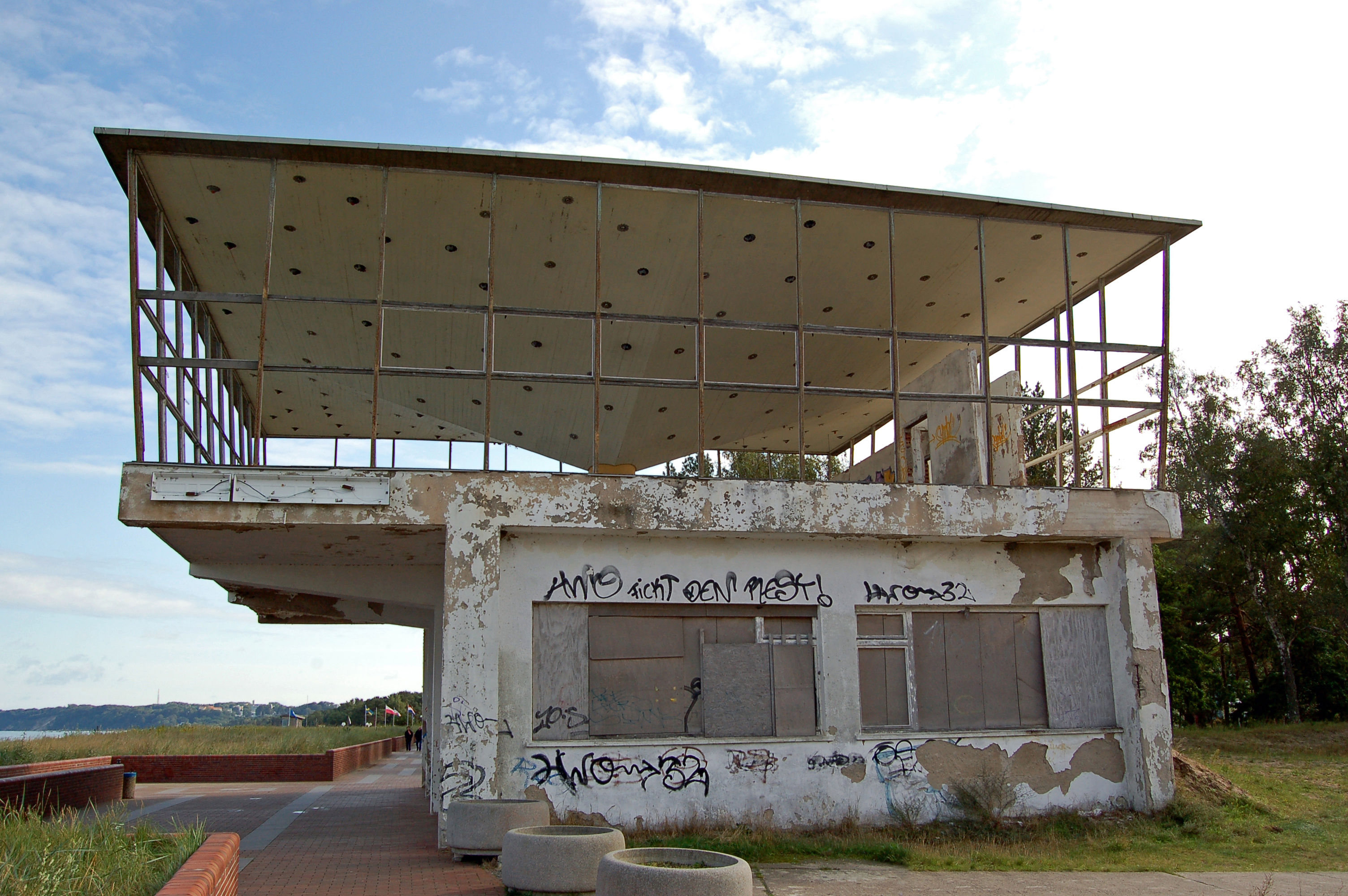
Vor der Sanierung, 2008, vier Hyparschalen bilden ein Pilzdach.

Auch beim Bautyp der Pilzschale ließ sich Müther von seinem Vorbild Félix Candela inspirieren. Erst bei genauerer Betrachtung sind die vier Rechtecke vom quadratischen Dach als hyperbolische Paraboloidschalen erkennbar. Müther hat diese Schalenbauweise vielfach variiert und nannte sie kurz Hyparschalen. Bei den meisten anderen Gebäuden verwendete er diese Dachform, um die Dachecken expressiv nach oben hin ragen zu lassen. Hier bei der Gaststätte Inselparadies dagegen wurden die vier Hyparschalen so von ihm angeordnet, dass die umlaufende Dachkante keine geschwungene Silhouette mehr bildet, sondern eine gerade, horizontale Traufe. Stattdessen münden die Ecken des gebogenen Dachs in der unterhalb von der Traufe gelegenen Dachmitte in eine Säule (mit Wasserablauf).
Der Bau galt als Prestigeprojekt der DDR. Im Erdgeschoss befand sich ein Kiosk für den Strandbedarf. Um die ein Meter dicke Säule der Pilzschale herum legte Müther eine Wendeltreppe an, die zur oberen Etage führt. Im Obergeschoss befand sich ein Restaurant als Milch-Mocca-Bar. In der Decke des auch als Diskothek genutzten oberen Stockwerks wurden Lampen bündig eingelassen, so dass sie an einen Sternenhimmel erinnerten. „Abends war es ein beliebter Veranstaltungsort mit musikalischem Programm.“
Nach der Wende stand das Gebäude leer und verfiel. 2008 erwarb es die Tatenberger Bauträgergesellschaft aus Kühlungsborn und beauftragte die Selliner Bauingenieurin Ute Hinrichs mit der Sanierung. Ein ursprünglich westlich auf der Landseite befindlicher Wirtschaftsbau wurde abgerissen. Von 2011 bis 2013 erfolgte dann die umfangreiche Sanierung des Hauses. Die ursprüngliche Schalenkonstruktion blieb im Original erhalten, die feingliedrigen stählernen Fensterrahmen wurden etwas verstärkt für den Einbau von Thermoglas-Fenstern. Neue Zugänge befinden sich nun an der West- und Südseite, letztere mit einer Wendeltreppe. Der Innenausbau und die Deckenbeleuchtung erhielten eine Erneuerung. Landseitig errichtete die Tatenberger Bauträgergesellschaft auf dem Areal des ehemaligen Hans-Beimler-Heimes und späteren Hauses „Meeresblick“ eine Ferienanlage mit 123 Ferienwohnungen, die im Juni 2013 eröffnete. Die Gemeinde machte den Investoren den Anbau einer Ferienwohnanlage zur Auflage, um eine ganzjährige Bewirtschaftung der Gaststätte zu ermöglichen.
Nachdem auch das sanierte Gebäude mangels Betreiber zunächst leer stand, gibt es im Haus seit 2017 wieder ein gastronomisches Angebot. Das Restaurant im Obergeschoss ist für Feiern reserviert, hat Platz für 60 Gäste, und es bietet einen Panoramablick auf die Ostsee und die Küstenlinie. Parterre werden in der Strandbar täglich und je nach Witterung auf der Terrasse Snacks angeboten.
Im Sommer 2023 wurde das denkmalgeschützte „Inselparadies“ teilweise rosa gestrichen. Seit einem erneuten Betreiberwechsel im Sommer 2025 ist das denkmalgeschützte Gebäude wieder weiß gestrichen.

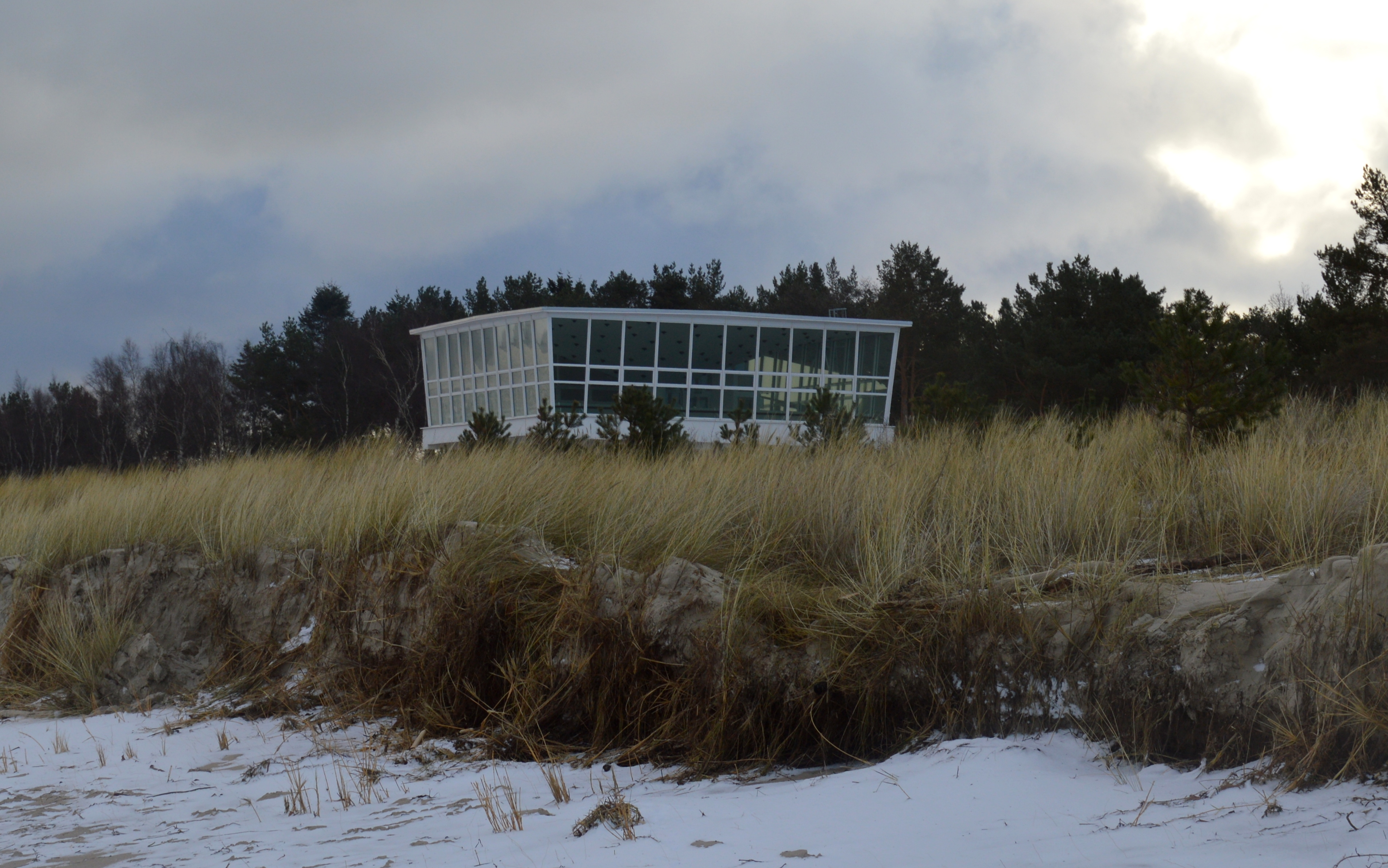
Strandblick im Winter 2017
Zweite Wendeltreppe außen, Südseite, 2014
Seeblick 2014

## Verschiedenes
In naher Nachbarschaft zum Inselparadies befinden sich zwei weitere Bauwerke mit Pilzschalen von Müther entlang der Strandpromenade. Etwa 100 m südlich wurde im dortigen Kurpark ein kreisrunder Pavillon (Kiosk) errichtet. Dessen Dach ist eine acht Meter breite Pilzschale und wird nur von einer Säule in der Mitte des Ladens getragen. Gemeinsam mit dem westdeutschen Bauingenieur Stefan Polónyi führte Müther dieses Bauwerk 1971 als Versuchsbau aus.
Eine weitere Pilzschale überdacht das Schwimmbad im „Cliff Hotel Rügen – Resort & Spa“ (1977) in Sellin, etwa einen Kilometer nördlich von Baabe. Dort hängt die Schale frei und wird ganz unten wegen des Regenwasserablaufs mit einer kurzen und durchsichtigen Röhre abgedeckt.

## Film
- Neue Perspektive für das „Inselparadies“. Fernseh-Reportage, Deutschland, 2017, 3:43 Min., Buch und Regie: Kathrin Klein, Produktion: NDR, Redaktion: Nordtour, Erstsendung: 8. April 2017 bei NDR, Inhaltsangabe von ARD.